# Modesty Blaise (stripfiguur)
Modesty Blaise is een Britse stripreeks, van Peter O'Donnel (scenario) en Jim Holdaway (tekeningen). Deze strip werd bedacht voor publicatie in de krant Daily Express maar werd daar geweigerd wegens te gewaagd. Vanaf 1963 verscheen de strip in de krant Evening Standard. Na de dood van tekenaar Hodaway in 1970 werden de tekeningen overgenomen door de Spaanse tekenaar Romero, gevolgd door John Burns en Neville Colvin.

## Inhoud
Modesty Blaise is een rijke avonturierster. Ze is even mooi als raadselachtig. Zij leidde het misdaadsyndicaat The Network vanuit Algerije. Maar nu woont ze in Londen en werkt ze voor sir Gerald Tarrant van de inlichtingendienst. Hiervoor gebruikt ze haar charme en haar vechtkunst. Een kompaan is de huurling op rust William Garvin.

## In andere talen
Modesty Blaise verscheen in verschillende reeksen in het Nederlands (als “Miranda Blaise prinses uit de onderwereld”). Al deze reeksen zijn incompleet. Semic Press gaf een oblong album uit. Vervolgens bracht Panda een serie softcovers uit en later zes gebonden boeken die genummerd zijn als 6 t/m 11. De overige boeken stonden gepland, maar verschenen nooit.
Deze strip verscheen ook in Frankrijk in de krant L'Aurore. Van deze strip werden in het Frans een album uitgegeven door uitgeverij Hachette.

## Andere media
In 1965 begon schrijver Peter O'Donnel ook een serie romans met Modesty Blaise als hoofdpersonage. En in 1966 werd Modesty Blaise verfilmd door Joseph Losey.